# Jack Salvatore Jr.
Jack Salvatore Jr. (Los Angeles, 16 ottobre 1989) è un attore statunitense. È principalmente noto per il ruolo di Mark Del Figgalo nella serie televisiva Zoey 101.

## Carriera
Jack è apparso nel film del 2001 Donnie Darko, ed è stato ospite in programmi televisivi, tra cui Giudice Amy, That '70s Show e Still Standing. Jack è conosciuto per il suo ruolo di Mark Del Figgalo nella serie tv di Nickelodeon Zoey 101, dove è apparso in 27 episodi, dal 2005 al 2008. Jack è apparso anche in How I Met Your Mother (2X17) e ha avuto un piccolo ruolo nel film Drillbit Taylor - Bodyguard in saldo con Owen Wilson. In apertura alternativa e il finale alternativo di 30 anni in 1 secondo (2004), Jack giovane giocatore (Matt Flamhaff). Queste clip alternative possono essere viste sulle caratteristiche del DVD. È apparso in un episodio di Mind of Mencia e in La vita segreta di una teenager americana, e ha un ruolo ricorrente in 10 cose che odio di te.

## Filmografia

### Cinema
- Donnie Darko, regia di Richard Kelly (2001)
- Drillbit Taylor - Bodyguard in saldo (Drillbit Taylor), regia di Steven Brill (2008)
- My Suicide, regia di David Lee Miller (2008)
- Stay Cool, regia di Michael Polish (2009)
- Zoey 102, regia di Nancy Hower (2023)

### Televisione
- Una famiglia del terzo tipo (3rd Rock from the Sun) – serie TV, episodio 3x25 (1998)
- Caroline in the City – serie TV, episodio 4x11 (1998)
- Geppetto, regia di Tom Moore – film TV (2000)
- Due ragazzi e una ragazza (Two Guys and a Girl) – serie TV, episodio 4x10 (2000)
- Tris di cuori (For Your Love) – serie TV, episodio 5x18 (2002)
- That '70s Show – serie TV, episodio 6x04 (2003)
- Giudice Amy (Judging Amy) – serie TV, episodio 5x10 (2003)
- Oliver Beene – serie TV, episodio 2x08 (2004)
- Still Standing – serie TV, episodio 3x04 (2004)
- Zoey 101 – serie TV, 27 episodi (2005-2008)
- How I Met Your Mother – serie TV, episodio 2x17 (2007)
- La vita segreta di una teenager americana (The Secret Life of the American Teenager) – serie TV, episodio 2x07 (2009)
- 10 cose che odio di te (10 Things I Hate About You) – serie TV, 5 episodi (2009-2010)
- Victorious – serie TV, episodio 4x13 (2013)

## Doppiatori italiani
Nelle versioni in italiano delle opere in cui ha recitato, Jack Salvatore Jr. è stato doppiato da:
- Angelo Evangelista in Zoey 101
- Luca Sandri in How I Met Your Mother
- Nanni Baldini in 10 cose che odio di te